# 植木正威
植木 正威（うえき まさたけ、1942年2月17日 - ）は、日本の経営者。第4代東急不動産代表取締役社長や、同社代表取締役会長、首都圏不動産公正取引協議会会長、全国公正取引協議会連合会会長を務めた。

## 略歴
- 1942年（昭和17年）2月 - 東京都生まれ
- 1965年（昭和40年）4月 - 東急不動産入社
- 1992年（平成4年）6月 - 同社取締役
- 1996年（平成8年）6月 - 同社常務取締役財務部長
- 1996年（平成8年）7月 - 同社常務取締役住宅事業本部長
- 1999年（平成11年）6月 - 同社専務取締役住宅事業本部長
- 2000年（平成12年）6月 - 同社代表取締役社長
- 2008年（平成20年）6月 - 同社代表取締役会長